# Haut-Anjou (journal)
 (mars 2015).
Si vous disposez d'ouvrages ou d'articles de référence ou si vous connaissez des sites web de qualité traitant du thème abordé ici, merci de compléter l'article en donnant les références utiles à sa vérifiabilité et en les liant à la section « Notes et références ».
Le Haut-Anjou est un journal hebdomadaire régional français dont le siège se trouve à Château-Gontier, en Mayenne. 
Il est diffusé dans le sud de la Mayenne et le nord du Maine-et-Loire, dans le territoire correspondant au Haut-Anjou historique qui incluait la Mayenne angevine.

## Histoire
Il est créé en 1965 par Louis de Guébriant alors directeur du Courrier de La Mayenne. La rédaction et le lancement du journal sont confiés à Henri Souron. Il succéde à l'Indépendant qui lui-même avait pris le relais de la Gazette de Château-Gontier après la seconde guerre mondiale. 
Avec Le Courrier de la Mayenne, L'Écho d'Ancenis et Les Nouvelles d'Anjou, il fait partie du groupe Edit’Ouest qui appartient jusqu'en 2023 à la famille de Guébriant, avant de passer entre les mains de la famille Leclerc, propriétaire de La Manche libre.

## Publications
La diffusion payée du Haut-Anjou s'établit officiellement comme suit, selon l'OJD :
| 2005   | 2006   | 2007   | 2008   | 2009   | 2010   | 2012   | 2013   | 2014   | 2015   | 2016   | 2017   | 2018   | 2019  | 2020  | 2021  | 2022  |
| ------ | ------ | ------ | ------ | ------ | ------ | ------ | ------ | ------ | ------ | ------ | ------ | ------ | ----- | ----- | ----- | ----- |
| 12 449 | 12 728 | 12 759 | 12 791 | 13 044 | 12 879 | 12 598 | 12 488 | 12 472 | 11 857 | 11 260 | 10 910 | 10 412 | 9 944 | 9 024 | 8 201 | 7 483 |